# Nikola Milenković
Nikola Milenković (cyrilicí: Никола Миленковић, výslovnost [nǐkola milěːŋkoʋitɕ]; * 12. října 1997 Bělehrad) je srbský profesionální fotbalista, který hraje na pozici středního či pravého obránce za anglický klub Nottingham Forest FC a za srbskou fotbalovou reprezentaci.

## Statistiky

### Klubové
K 3. březnu 2021
| Klub              | Sezóna  | Liga                 | Liga   | Liga | Pohár  | Pohár | Evropské poháry | Evropské poháry | Ostatní | Ostatní | Celkem | Celkem |
| Klub              | Sezóna  | Liga                 | Zápasy | Góly | Zápasy | Góly  | Zápasy          | Góly            | Zápasy  | Góly    | Zápasy | Góly   |
| ----------------- | ------- | -------------------- | ------ | ---- | ------ | ----- | --------------- | --------------- | ------- | ------- | ------ | ------ |
| Teleoptik (host.) | 2015/16 | Srbská liga Bělehrad | 13     | 0    | —      | —     | —               | —               | —       | —       | 13     | 0      |
| Partizan          | 2015/16 | Srbská SuperLiga     | 4      | 1    | 0      | 0     | —               | —               | —       | —       | 4      | 1      |
| Partizan          | 2016/17 | Srbská SuperLiga     | 32     | 2    | 6      | 1     | 2               | 0               | —       | —       | 40     | 3      |
| Partizan          | Celkem  | Celkem               | 36     | 3    | 6      | 1     | 2               | 0               | —       | —       | 44     | 4      |
| Fiorentina        | 2017/18 | Serie A              | 16     | 0    | 1      | 0     | 0               | 0               | —       | —       | 17     | 0      |
| Fiorentina        | 2018/19 | Serie A              | 34     | 3    | 2      | 0     | 0               | 0               | —       | —       | 36     | 3      |
| Fiorentina        | 2019/20 | Serie A              | 37     | 5    | 0      | 0     | 0               | 0               | —       | —       | 37     | 5      |
| Fiorentina        | 2020/21 | Serie A              | 23     | 2    | 0      | 0     | 0               | 0               | —       | —       | 23     | 2      |
| Fiorentina        | Celkem  | Celkem               | 110    | 10   | 3      | 0     | —               | —               | —       | —       | 113    | 10     |
| Celkem            | Celkem  | Celkem               | 159    | 13   | 9      | 1     | 2               | 0               | —       | —       | 170    | 14     |

### Reprezentační
K 18. listopadu 2020
| Srbsko | Srbsko | Srbsko |
| Rok    | Zápasy | Góly   |
| ------ | ------ | ------ |
| 2018   | 10     | 0      |
| 2019   | 8      | 1      |
| 2020   | 8      | 0      |
| Celkem | 26     | 1      |

#### Reprezentační góly
K zápasu odehranému 18. listopadu 2020. Skóre a výsledky Srbska jsou vždy zapisovány jako první
| Gól | Datum        | Místo                                   | Soupeř      | Skóre | Výsledek | Soutěž                   |
| --- | ------------ | --------------------------------------- | ----------- | ----- | -------- | ------------------------ |
| 1.  | 7. září 2019 | Stadion Crvena Zvezda, Bělehrad, Srbsko | Portugalsko | 1:2   | 2:4      | Kvalifikace na Euro 2020 |

## Ocenění

### Partizan
- Srbská SuperLiga: 2016/17
- Srbský fotbalový pohár: 2015/16, 2016/17